# Давиденко, Иван Анатольевич
Иван Анатольевич Давиденко (род. 9 октября 1986) — российский самбист, чемпион и призёр чемпионатов России по боевому самбо, чемпион мира 2011 года, серебряный призёр чемпионата мира 2008 года, чемпион Европы 2009 и 2011 годов, Заслуженный мастер спорта России. Выступал в лёгкой весовой категории (до 62 кг). Наставниками Давиденко были Александр Коршунов и Алексей Горохов.

## Спортивные достижения
- Чемпионат России по боевому самбо 2008 года — ;
- Чемпионат России по боевому самбо 2009 года — ;
- Чемпионат России по боевому самбо 2010 года — ;
- Чемпионат России по боевому самбо 2011 года — ;